# Coupe Coloniale (hockey sur glace)
Pour les articles homonymes, voir Coupe Coloniale.
La Coupe Coloniale est le nom du trophée remis au champion des séries de championnats d'après-saison de la United Hockey League jusqu'à ce que la ligue prenne le nom de Ligue internationale de hockey avant le début de la saison 2007-08. Le nom de Coupe Coloniale avait été maintenu depuis l'époque de sa création sous le nom de Colonial Hockey League (CoHL).

## Champions
Les champions de la Coupe Coloniale sont :
- 1992 - Thunder Hawks de Thunder Bay
- 1993 - Smoke de Brantford
- 1994 - Senators de Thunder Bay
- 1995 - Senators de Thunder Bay
- 1996 - Generals de Flint
- 1997 - Mallards de Quad City
- 1998 - Mallards de Quad City
- 1999 - Fury de Muskegon
- 2000 - Generals de Flint
- 2001 - Mallards de Quad City
- 2002 - Fury de Muskegon
- 2003 - Komets de Fort Wayne
- 2004 - Fury de Muskegon
- 2005 - Fury de Muskegon
- 2006 - Wings de Kalamazoo
- 2007 - IceHogs de Rockford